# Amaury de Sévérac
Amaury (o Amauric) de Sévérac, signore di Sévérac-le-Château, Beaucaire e Chaudes-Aigues (... – 1427), è stato un militare francese, maresciallo di Francia nel 1424.

## Biografia
Figlio di Alzias, signore di Beaucaire, e della sua seconda moglie Marguerite de Campendu, fu l'ultimo discendente dei baroni di Sévérac; iniziò la carriera militare nelle Fiandre, agli ordini del conte Giovanni II d'Armagnac.
Nel 1389 seguì Bernardo VII d'Armagnac in Spagna, dove era stato inviato dal fratello Giovanni III d'Armagnac allo scopo di reclamare il possesso di Maiorca e del Rossiglione, ma venne fatto prigioniero.
Pagato il riscatto, partì in pellegrinaggio per la Terra santa; riprese nel 1390 il suo posto al seguito di Giovanni III d'Armagnac, ed ebbe il comando con François d'Albret di alcune colonne delle Grandi Compagnie dirette in Lombardia: il conte d'Armagnac scendeva in Italia per difendere gli interessi di suo cognato Carlo Visconti, signore di Parma e marito di Beatrice d'Armagnac, contro le mire egemoniche del cugino, il duca di Milano Gian Galeazzo Visconti. La campagna - tra l'altro - consentiva di indirizzare fuori dal territorio francese le Compagnies, che da tempo saccheggiavano il sud del Paese: il governo reale, nelle persone del duca di Borgogna e del duca di Berry, stanziò a tal fine un finanziamento straordinario di 200.000 franchi.
Malgrado la morte di Giovanni III, nel luglio 1391 nei pressi di Alessandria, durante uno scontro che vide 6.000 milanesi sopraffare un migliaio di francesi, Amaury prese il comando delle truppe e rimase per qualche tempo a combattere in Italia, al servizio di Parma e dei Fiorentini. Sconfisse sulla via del ritorno, in Delfinato, l'armata raccolta dal conte di Valentinois, dal vescovo di Valence e dal principe d'Orange per sbarrare la via ai mercenari superstiti, e ne fece prigionieri i nobili capitani.
Nel 1410 fu creato siniscalco di Rouergue e Quercy dal duca di Berry.
Dopo la battaglia di Azincourt, nel 1416, comandò l'avanguardia delle truppe di Bernardo d'Armagnac contro gli inglesi, in Normandia.
Rientrato in Rouergue, Amaury si dedicò a sviluppare l'economia locale, con l'espansione della miniera di ferro di Espeyrac e l'istituzione delle fiere a Laissac e Sévérac; sfruttando la propria autorità su importanti piazzeforti come Rodez - Sévérac, Bertholène, Gages, Espeyrac, così come i conti d'Armagnac, si schierò contro Giovanni di Borgogna nelle lotte intestine tra gli Armagnacchi e i Borgognoni, sino alla presa di Parigi del 1418 da parte dei Borgognoni e alla morte di Bernardo. Si ritirò quindi in Guienna al seguito della vedova di Bernardo, la contessa Bona di Berry, radunò alcune truppe e riportò il giovane conte Giovanni IV d'Armagnac sulle sue terre dopo averlo liberato dalla prigionia a Nîmes.
Teneva il comando dell'armata reale alla battaglia di Cravant nel 1423, dove fu sconfitto dagli anglo-borgognoni.
Elevato alla dignità di maresciallo di Francia da Carlo VII il 1º febbraio 1424, ottenne nello stesso anno dal sovrano il castello e il paese di Cessenon, vicino Carcassonne, con diritto di godimento perpetuo; fu nominato capitano generale del Lyonnais, del Mâconnais e dello Charolais nel 1426.
Nel 1416 era stato nominato erede della signoria di Sévérac-le-Château dal cugino Guy VII, ma disperando a sua volta di avere un erede aveva lasciato in testamento (1421) le proprie terre e la baronia di Sévérac al conte Bernard de Pardiac, fratello di Giovanni IV, riservandosene solo l'usufrutto; il 7 maggio 1426 cambiò il testamento, in favore del visconte di Lomagne, primogenito di Giovanni IV.
Bernard de Pardiac, vedendo sfumare l'eredità, si vendicò facendolo imprigionare nel 1427 nel castello di Gages a Montrozier, e quindi strangolare. Il conte d'Armagnac fu sospettato di connivenza, ma si dissociò e mise sotto processo il fratello.
Alla famiglia d'Arpajon, imparentata, occorsero molti decenni per recuperare legalmente la baronia di Sévérac.